# Хромозома
Хромозомите представляват плътни компактни структури, които се образуват при крайна степен на спирализация на хроматина. Могат да се наблюдават с оптичен микроскоп по време на метафазата на клетъчното делене.
Всеки вид организми има свои отличителни белези, следователно – своя специфична генетична програма, която е поместена в специфичен брой хромозоми със свое характерно устройство.
Броят, формата и размерите на компактните хромозоми в телесните (соматични) клетки от един вид са негова характерна отличителна особеност. Тя се нарича хромозомен набор или кариотип. Хромозомният набор при нормални телесни клетки се състои от двойки еднакви хромозоми (хомоложни хромозоми), тъй като в зиготата са се събрали бащиният и майчиният хромозомен набор, съответно от сперматозоида и яйцеклетката. Двойният хромозомен набор се нарича диплоиден (2n). В половите клетки хромозомният набор е единичен хаплоиден, (n).

## Роля
По време на интерфазата, предхождаща същинското клетъчно делене, се извършва процесът репликация. Удвоява се количеството на генетичния материал. Той се намира под формата на хроматин, който се състои от дълги и тънки нишки (хроматинови нишки), изградени от ДНК и ядрени белтъци. Тези нишки са силно преплетени едни в други. Тогава започва процес на спирализацията им и така те се разплитат едни от други. Чрез напредване на процеса се стига до етап на свръхспирализация и образуване на хромозомите. Броят, размерите и формата на комплекта хромозоми в една еукариотна клетка определят т. нар. кариотип.

## Структура на хромозомите

### При еукариоти
Всяка хромозома се състои от две части, които се наричат хроматиди. Те са напълно идентични помежду си и са резултат от удвояването на ДНК чрез процеса репликация. Всяка хроматида следователно съдържа една молекула ДНК. При клетъчното делене те се отделят една от друга. Всяка хроматида се обособява като хромозома за съответната дъщерна клетка.
Мястото на свързване на двете хроматиди се означава като центромер. Там се намира и т.нар. първично прищипване, което разделя хроматидите на две рамена. Рамената могат да са с еднаква или различна дължина. Крайните участъци на рамената се наричат теломери. При някои хромозоми се наблюдава и т.нар. вторично прищипване, което се означава като организатор на ядърцето. Чрез вторичното прищипване се формира участък от хромозомата – сателит. В него са съсредоточени гените за рРНК, които образуват ядърцето на интерфазното ядро.
Размерът на рамената, броят и местоположението на вторичните прищипвания, както и формата и големината на сателита са специфична морфологична характеристика на всяка хромозома.

### При прокариоти
Наследствената информация на прокариотните клетки е под формата на една кръгова молекула ДНК. Тя се нарича нуклеоид или бактериална хромозома. За разлика от еукариотите ДНК на прокариотите не е свързана с белтъци. В цитоплазмата на прокариотните клетки се намират и по – малки пръстеновидни молекули ДНК – плазмиди. В тях се намират гени, отговарящи за резистентността на бактериите към антибиотици и др. субстанции.

## Видове хромозоми
В зависимост от местоположението на центромера и дължината на двете рамена на хромозомата, хромозомите се делят на:
- Метацентрични – двете рамена са почти еднакви по дължина, /p=q/.
- Субметацентрични – двете рамена се различават по дължина, като по-дългото рамо се означава с „q“, а по-късото рамо с „р“, /p<q /.
- Акроцентрични – центромерът е разположен почти в единия край на хромозомата, поради което едното рамо е много по-дълго от другото, /p<<q /. При човек при тези хромозоми може да се наблюдават и сателитите, такива са №13, 14, 15, 21 и 22.
- Телоцентрични – центромерът е разположен в края на хромозомата, в теломерния участък, поради което едното рамо липсва, т.е. има само едно рамо. Такива хромозоми не се наблюдават при човека, но са характерни за други животински видове. Телоцентричните хромозоми са обикновено нестабилни, поради което често се съединяват с други хромозоми, формирайки по този начин дицентрични формации, което довежда до усложнения при следващите деления.